# هری کلیتون (بازیکن فوتبال)
هری کلیتون (انگلیسی: Harry Clayton؛ زادهٔ ۱۹۰۴) بازیکن فوتبال اهل بریتانیا است.
از باشگاه‌هایی که در آن بازی کرده‌است می‌توان به باشگاه فوتبال نلسون، باشگاه فوتبال مورکم، باشگاه فوتبال بیکاپ بورو، و باشگاه فوتبال چورلی اشاره کرد.